# 44479 Oláheszter
A 44479 Oláheszter (ideiglenes jelöléssel 1998 WS8) a Naprendszer kisbolygóövében található aszteroida. Kiss László és Sárneczky Krisztián fedezte fel 1998. november 24-én.
Nevét Oláh Eszter (férjezett nevén Kiss Eszter, 1945–2004), az első felfedező, Kiss László csillagász édesanyja után kapta.